# Karma, Niger
Karma este o comună rurală din departamentul Kollo, regiunea Tillabéri, Niger, cu o populație de 51.449 de locuitori (2001).